# Lai Chun Ho
Lai Chun Ho (chiń. 黎振浩; ur. 5 lutego 1989 w Hongkongu) – hongkoński lekkoatleta specjalizujący się w biegu na 100 metrów. Uczestniczył w Letnich Igrzyskach Olimpijskich w 2008 roku.

## Rekordy życiowe
| Dystans            | Wynik | Miejsce  | Data             |
| ------------------ | ----- | -------- | ---------------- |
| Bieg na 60 metrów  | 6.67  | Hangzhou | 18 lutego 2012   |
| Bieg na 100 metrów | 10.38 | Hongkong | 1 czerwca 2008   |
| Bieg na 200 metrów | 21.40 | Hongkong | 12 kwietnia 2008 |

## Najlepsze wyniki w sezonie
Bieg na 100 metrów
| Rok  | Wynik | Miejsce  | Data                 |
| ---- | ----- | -------- | -------------------- |
| 2006 | 10.69 | Makau    | 17 lipca 2006        |
| 2007 | 10.46 | Hongkong | 14 października 2007 |
| 2008 | 10.38 | Hongkong | 1 czerwca 2008       |
| 2009 | 10.92 | Hongkong | 30 maja 2009         |